# Reichsarbeitsdienstlager Schönram
Das Reichsarbeitsdienstlager Schönram, später Krankenlager Schönram, befand sich im Schönramer Filz bei Schönram, Landkreis Traunstein.
Es wurde von 1935 bis 1940 vom Landesverband für Wander- und Heimatdienst betrieben. Pfarrer Pfaffinger erwähnte es 1938 im Seelsorgebericht der Pfarrei Petting. In der Nähe Schönrams waren auch polnische Landarbeiter untergebracht, später diente es als Kaserne für den Reichsarbeitsdienst.
Ab Oktober 1944 wurde darin von Alarich Seidler ein Krankenlager für ausländische Zwangsarbeiter eingerichtet und geleitet. Die Bettenzahl betrug etwa 120.
Nach anderen Quellen wurde die TBC-Station Schönram im Rahmen der sogenannten „Tuberkulosefürsorge“ für TBC-erkrankte „Ostarbeiter“ (1942–45) mit etwa 40 Plätzen eingerichtet.
Auf dem so genannten „Ausländer-Friedhof Friedelreut“⊙, heute „Ukrainer-Friedhof“, an der der Staatsstraße 2103  befinden sich Gräber von so genannten Zivilarbeitern und eine Gedenktafel: „Im Frieden dieses Waldes ruhen 54 Ukrainer und ein Grieche, die, im Zweiten Weltkrieg zur Arbeit nach Deutschland verpflichtet, 1944/45 Krankheiten erlagen.“ Viele von ihnen waren der Tuberkulose erlegen, darunter auch Frauen und Kinder. Als erster Toter wurde am 9. Oktober 1944 der 20-jährige Ukrainer Nikolai Postnierad bestattet. Das jüngste auf dem Friedhof bestattete Opfer ist die 14-jährige Claudia Wikolawa. Der Salzburger Autor Wolfgang Kauer widmete der jungen Ukrainerin eine berührende Erzählung, nach einem Interview mit dem Zeitzeugen Josef Aicher, der sie am 23.6.1945 als Ministrant auf dem letzten Weg ins Moor begleitete. Vier bestattete Franzosen wurden 1950, ein Italiener 1958 umgebettet.
Chefarzt war Medizinalrat Dr. Hohbach, Leiter des Gesundheitsamtes Berchtesgaden. Der polnische Lagerarzt, Dr. Lucjan Nowakowski, starb etwa im Mai 1945 selbst an TBC.
Im Spätherbst 1946 wurde in den Baracken ein Flüchtlingslager eingerichtet.